# Härlanda

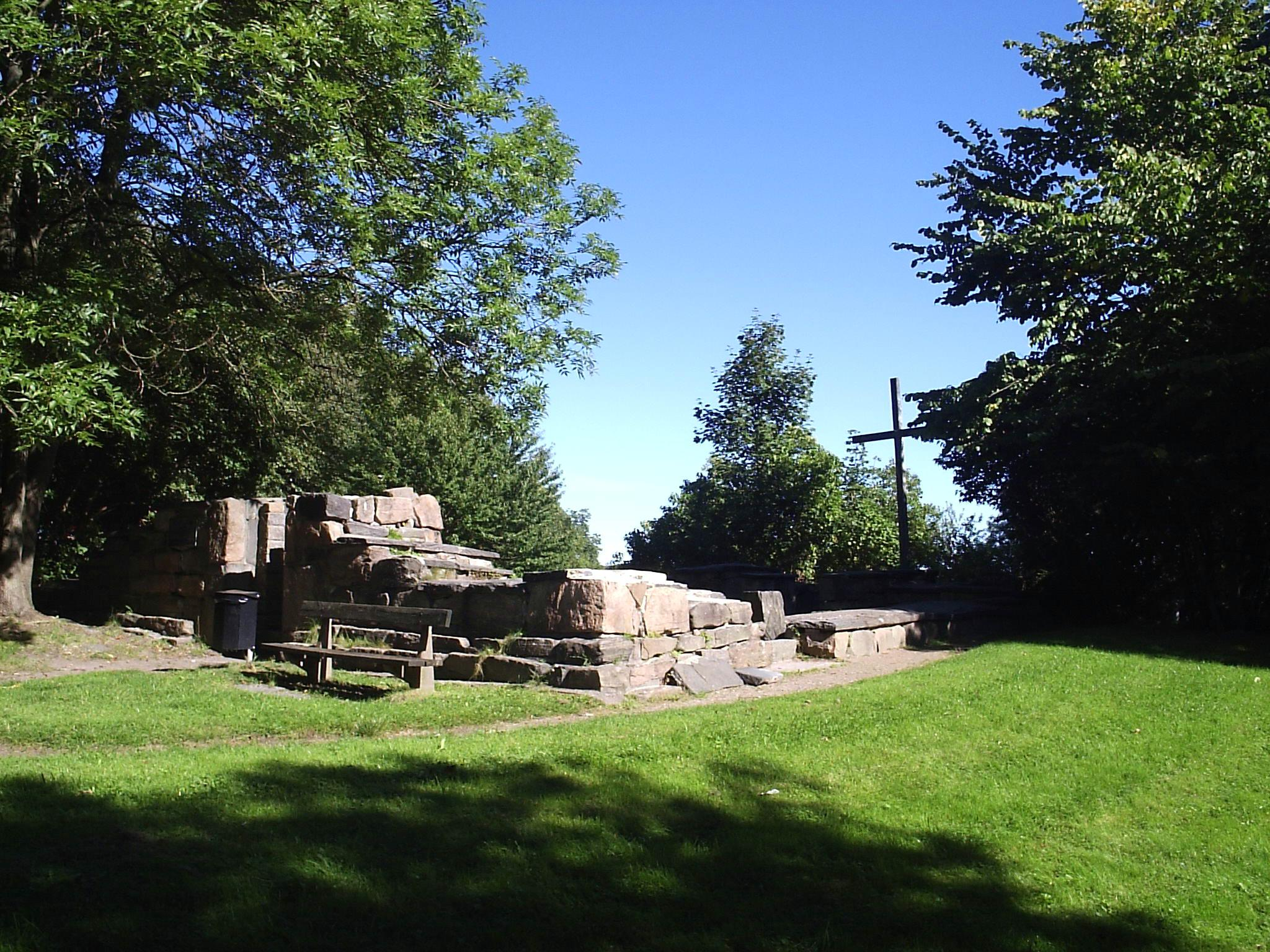
Ruinas da Igreja de Härlanda

Härlanda é um bairro e uma subdivisão da freguesia administrativa de Örgryte-Härlanda na cidade de Gotemburgo (Suécia).

## Etimologia
O nome geográfico Härlanda deriva das palavras hæra (o cinzento, o riacho cinzento) e land (terreno junto à água).
A localidade está mencionada como Herlanda em 1474.

## Património
- Centro dos tempos livres de Skatås (Skatås motionscentral)
- Área Recreativa de Delsjön (Delsjöområdet)
- Lago Härlanda tjärn
- Lago Stora Delsjön
- Ruinas da Igreja de Härlanda (Härlanda kyrkoruin, séc. XII)
- Prisão de Härlanda (Härlandafängelset, 1907-1997)

## Coletividades
- Qviding FIF (futebol)
- Redbergslids IK (andebol)
- Escuteiros de Björkekärr (Björkekärrs Scoutkår)